# 引土道雄
引土 道雄（ひきつち みちお、1923年7月14日 - 2004年2月2日）は、日本の合気道家。

## 生涯
和歌山県出身。9歳から各種武道を始める。14歳で合気道開祖植芝盛平に出会い合気道を始める。昭和44年植芝盛平より十段を授与される。和歌山県新宮に合気道熊野塾道場を開いたほか、アメリカ、フランスなどを中心に海外でも多く指導している。墓所は新宮市南谷墓地。